# 竹内英昭
竹内 英昭（たけうち ひであき、1942年（昭和17年）10月6日 - ）は、日本の政治家。元三田市長（2期）。旭日小綬章受章。

## 経歴
兵庫県明石市出身。1965年（昭和40年）3月、関西学院大学社会学部卒業。1968年（昭和43年）4月、三田市役所に入庁。三田市企画財政部長、総務部長、理事を経て、2000年（平成12年）12月22日、三田市助役（のち副市長）に就任。2007年（平成19年）5月15日、副市長を退任。
2007年（平成19年）7月29日に行われた三田市長選挙に、自由民主党・公明党の推薦を得て岡田義弘（三田市長2期8年）の事実上の後継候補として出馬。市議の中田初美、市議の野村弘子、市民団体幹部の髙木伸明ら3候補を破り初当選を果たした（竹内：18,045票、中田：16,956票、野村：9,544票、髙木：7,936票）。8月8日、市長就任。
2011年（平成23年）7月、2期目の当選。在職中、三田地域振興株式会社取締役、産官学研究協力機構運営委員、三田市東野上区長などの要職を歴任した。
2015年（平成27年）2月26日、次期市長選に立候補しないことを正式表明した。

## 栄典
- 2016年4月 春の叙勲で地方自治功労により旭日小綬章を受章した[6]。